# Evil Dead II
Evil Dead II, ook gekend als Dead by Dawn is een Amerikaanse horrorfilm zowel geschreven als geregisseerd door Sam Raimi. De film is een cultklassieker. De film is zowel gedeeltelijk een remake als een sequel op The Evil Dead en werd in 1992 opgevolgd door Army of Darkness.

## Verhaal
Ash Williams wil met zijn vriendin Linda een romantisch weekend doorbrengen in een afgelegen boshut. Daar vindt hij een bandrecorder met passages uit Necronomicon Ex-Mortis, ingesproken door professor Knowby.
Hierdoor wordt een kwaadaardige kracht opgeroepen. Deze doodt Linda en neemt haar lichaam in bezit om vervolgens Ash aan te vallen. Ash is genoodzaakt om Linda met een kettingzaag in stukken te snijden en te begraven. Daarop wordt Ash bezeten door de kracht tot wanneer de zon opkomt. Ash tracht te vluchten, maar de enige brug naar de bewoonde wereld is verdwenen. Wanneer de duisternis terug valt, bezit de kracht Ash' hand en dient hij deze te amputeren. Daarop begint de hand een eigen leven te leiden.
Terwijl Ash vecht tegen zijn aanvallende hand, zijn Annie en Ed Getley (respectievelijk de dochter en assistent van professor Knowby) op weg naar de professor. Ze komen van een archeologische site waar ze nog pagina's hebben gevonden uit Necronomicon. Hun tocht stopt aan de verdwenen brug. Daar ontmoeten ze spoorzoekers Jake en Bobby Joe die een alternatieve weg naar de hut kennen. Wanneer zij bij de blokhut aankomen, is Ash zo waanzinnig geworden in zijn gevecht dat hij denkt dat de hele kamer tot leven is gekomen. Daarom schiet hij in het wilde weg met zijn geweer. Het viertal verdenkt Ash ervan om dokter Knowby en zijn vrouw te hebben vermoord en sluiten hem op in de kelder.
Annie start de bandopname opnieuw waar professor Knowby zegt dat hij zijn vrouw Henrietta moest doden omdat deze was bezeten door een duistere kracht, nadat hij zelf passages voorlas uit Necronomicon. Haar lichaam ligt begraven in de kelder. Daarop kruipt het lichaam van Henrietta uit haar graf en valt Ash aan. Hij wordt net op tijd gered door het viertal. Vervolgens wordt Ed bezeten en dient Ash hem te vermoorden. Bobby Joe vlucht het bos in, maar wordt daar aangevallen door levende bomen die haar vierendelen.
Annie vindt in de Necronomicon twee passages om de kracht terug naar zijn dimensie te sturen. De eerste spreuk is om een wormgat te openen om de kracht op te slokken. De tweede om het wormgat te sluiten. Voordat zij de eerste spreuk kan uitspreken, keert Jake zich tegen hen. Onder dwang van een geweer neemt hij Ash en Annie mee op zoektocht naar Bobby Joe. De betreffende pagina's gooit hij in de kelder.
Ash wordt opnieuw bezeten en start een gevecht met Joe, dat Joe verliest. Daarop zet Ash de achtervolging in op Annie. Zij vlucht de boshut in. Wanneer de deur opengaat, steekt Annie een mes in de borstkas van Jake die het gevecht heeft overleefd. Ze sleept een stervende Jake mee tot aan de kelderdeur. Daar sleurt Henrietta hem in het keldergat en vermoordt hem. Een bezeten Ash tracht Annie te doden. Daarbij vindt hij de hanger van Linda en krijgt hierdoor kracht om de demon uit zijn lichaam te verdrijven.
Ash hermonteert de kettingzaag waardoor deze past op zijn rechteronderarm, waar eerst zijn hand was. Vervolgens gaat hij de kelder in waar hij de papieren vindt. Ook zaagt hij Henrietta in stukken. Annie zegt de eerste spreuk waardoor buiten een wormgat ontstaat. Het wormgat slorpt niet enkel de duistere kracht op, maar ook omringende bomen, Ash zijn auto... Annie start aan de tweede spreuk, maar de bezeten hand steekt haar neer met een mes. Ze kan het laatste woord nog uitspreken, maar kan niet beletten dat Ash nog wordt opgeslorpt voordat het wormgat sluit.
Ash en zijn auto belanden in een optocht van kruisvaarders in het Midden-Oosten omstreeks 1300 na Christus. Zij aanzien Ash als een deadite: iemand die bezeten is door de duistere kracht. Daarop vliegt een bezeten vogel effectief op hen af. Ash gebruikt zijn geweer om de deadite af te knallen. Daarop knielen de soldaten en zeggen dat Ash de uitverkorene is om hen te redden van de kwaadaardige krachten. Ash roept "No!".

## Rolverdeling
| Acteur               | Personage                |
| -------------------- | ------------------------ |
| Bruce Campbell       | Ashley 'Ash' J. Williams |
| Sarah Berry          | Annie Knowby             |
| Dan Hicks            | Jake                     |
| Kassie Wesle DePaiva | Bobby Joe                |
| Ted Raimi            | Bezeten Henrietta        |
| Denise Bixler        | Linda                    |
| Richard Domeier      | Ed Getley                |
| John Peakes          | Professor Raymond Knowby |
| Lou Hancock          | Henrietta Knowby         |
| Snowy Winters        | Dansend lijk             |